# Scriptio continua

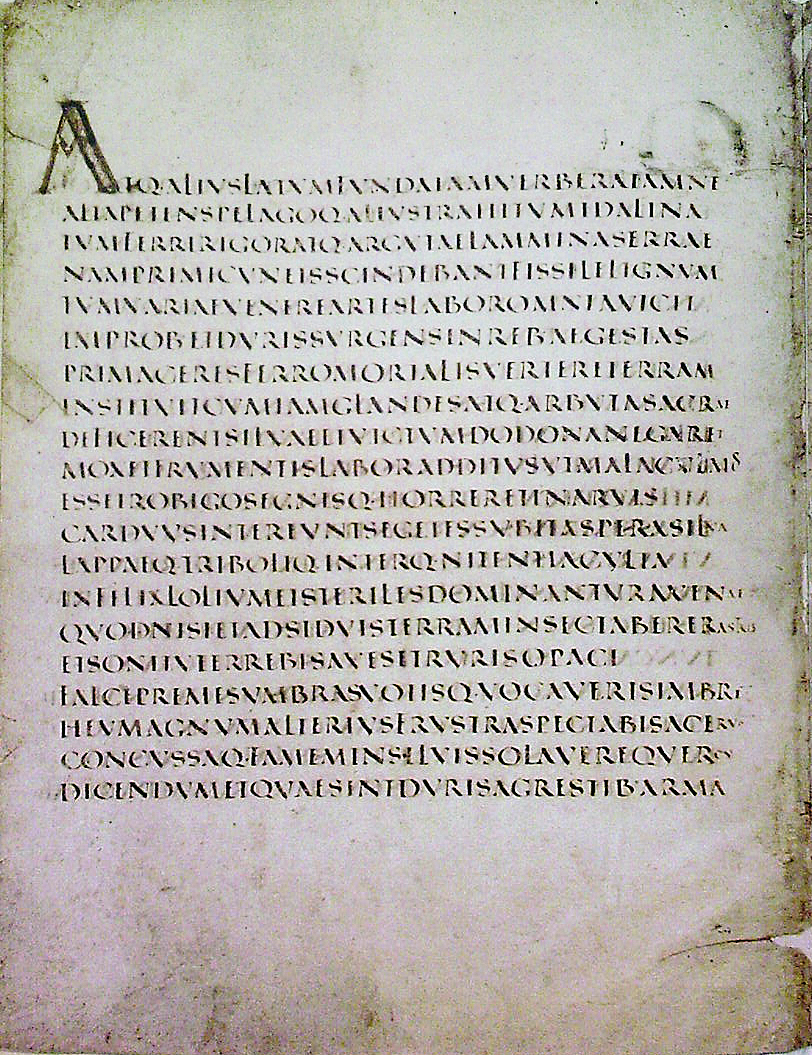
Auszug aus dem Codex Vergilius Augusteus

Scriptio continua oder scriptura continua ist die lateinische Bezeichnung für eine Schreibweise ohne Worttrennung.
Die Buchstaben der Wörter folgen ohne Spatien, Satzzeichen oder Großbuchstaben am Wortanfang aufeinander. Der Begriff wird vor allem auf griechische und lateinische Manuskripte und Inschriften angewandt. Die Worttrennung, die das Lesen so erleichtert, wurde erst im Mittelalter eingeführt. Auch die chinesische Schrift kennt keine Abstände zwischen den einzelnen Wörtern.